# Magdalene Schoch
Maria Magdalene Schoch (* 15. Februar 1897 in Würzburg, Königreich Bayern, Deutsches Reich; † 6. November 1987 in Falls Church, Fairfax (Virginia), USA) war eine deutsche Juristin und 1932 die erste Frau in Deutschland, die in den Rechtswissenschaften habilitierte. 1937 emigrierte sie aus politischen Gründen in die Vereinigten Staaten, wo sie ihre Arbeit fortsetzte.

## Leben

### 1897 bis 1920
Magdalene Schoch entstammte einer dem Bildungsbürgertum zugehörigen Familie. Ihr Vater, der Handelsvertreter Johann Leonhard Schoch, führte seit 1905 eine eigene Tuchhandlung in Würzburg. Die Mutter Margarete Schoch, geb. Gundermann, arbeitete bis zu ihrer Heirat als Erzieherin. Im Jahr 1912 gehörte sie zu den Initiatorinnen eines Vereins für Frauenstimmrecht und trat offen gegen Kriegstreiberei und Militarismus ein. Das bis dahin geführte Familienleben erlitt 1914 einen dramatischen Einbruch, als zunächst der Vater im Januar Selbstmord beging und zum Jahresende der einzige Sohn, Heinz, im Ersten Weltkrieg fiel. Magdalene übernahm als älteste der drei Töchter neben ihrer Mutter die Führung des Haushalts bzw. der Familie, eine Verantwortung, die sie zeitlebens beibehielt. Nach dem Tod des Vaters und unter dem Eindruck des Krieges waren die finanziellen Verhältnisse des vierköpfigen Frauenhaushaltes sehr beengt, dennoch begann Magdalene, nachdem sie im Juli 1916 am Würzburger Realgymnasium das Externenabitur abgelegt hatte, an der dortigen Universität mit dem Studium der Rechtswissenschaften. Zunächst hatte sie vor, Medizin zu studieren, ließ diesen Gedanken aber fallen, nachdem ihr klar wurde, dass sie als Medizinerin Jahre benötigte, bis sie von ihrem Beruf den Lebensunterhalt bestreiten konnte. In den von ihr besuchten Seminaren war sie zumeist die einzige Frau. Diese Erfahrung teilte sie mit den ersten deutschen Jura-Studentinnen der damaligen Zeit und den späteren Mitgliedern des Deutschen Juristinnenvereins, wie z. B. Marie Munk und Margarete Berent (vgl. auch Frauenstudium im deutschen Sprachraum). Ihre erste Vorlesung im Römischen Recht eröffnete der Professor mit der Anrede „Meine Herren“ – bis er Magdalene Schoch erblickte, mehrere Minuten nach Fassung rang, um dann mit leicht ironischem Ton neu anzusetzen: „Meine Herren und meine Dame“. Zur Bestreitung ihres Studiums nahm sie staatliche Stipendien in Anspruch. Von richtungsweisender Bedeutung war für sie die Bekanntschaft mit Albrecht Mendelssohn Bartholdy, der als Völkerrechtler in Würzburg lehrte. Nach acht Semestern, darunter einem an der Universität München, wurde Magdalena Schoch 1920 in Würzburg mit ihrer Arbeit über die englische Kriegsgesetzgebung (s. Schriften) zur Dr. jur. promoviert. Noch im selben Jahr folgte sie ihrem Doktorvater Mendelssohn Bartholdy, der an die 1919 gegründete Universität Hamburg berufen worden war.:309 Während ihres Studiums, das Magdalene Schoch selbst als „bunt und menschlich bildend“ schilderte, betätigte sie sich in der studentischen Selbstverwaltung.

### 1920 bis 1937
Mendelssohn Bartholdy leitete in Hamburg das Seminar für Auslandsrecht und Internationales Privat- und Prozessrecht, an dessen Aufbau Magdalene Schoch von Beginn an beteiligt war. Seit 1923 arbeitete sie darüber hinaus in Mendelssohn Bartholdys „Institut für Auswärtige Politik“ mit, einem der ersten seiner Art weltweit, das sich der Erforschung von Friedensbedingungen verschrieb.:309 Über ein Stipendium der Notgemeinschaft der deutschen Wissenschaft gelangte sie 1928 nach England zum Studium der dortigen Gerichtsverfassung. Nach Hamburg zurückgekehrt lehrte sie ab dem Sommersemester 1929 in Fragen des englischen und amerikanischen Rechts sowie vergleichbaren Gebieten. Währenddessen begründete Mendelssohn Bartholdy das „Institut für Auswärtige Politik“, das in der Folge für die Außenbeziehungen der Stadt Hamburg Bedeutung erlangte und an dessen Arbeit Magdalene Schoch als seine Assistentin beteiligt war. 1929 war sie unter den Gründungsmitgliedern der „Gesellschaft der Freunde der Vereinigten Staaten“. Sie gehörte neben Mendelssohn Bartholdy, Kurt Sieveking, Erich M. Warburg und Otto Laeisz deren erstem geschäftsführenden Vorstand an und fungierte als Herausgeberin des Organs der Gesellschaft, der zweisprachigen Hamburg-Amerika-Post (ab 1931 Amerika-Post); dessen Untertitel: „A Messenger of good will between the United States and Germany“. Als am 27. Juni 1930 im Neuen Rechtshaus in Hamburg die Amerika-Bibliothek als Spezialbibliothek für Amerikanisches Recht und Politische Wissenschaft eröffnet wurde, übernahm sie deren Leitung. 1932 dann in Hamburg als erste Frau in Deutschland an einer Rechts- und Staatswissenschaftlichen Fakultät. Anschließend wurde sie an der Hamburger Universität die erste Privatdozentin an der Rechts- und Staatswissenschaftlichen Fakultät der Universität Hamburg für Internationales Privat- und Prozessrecht, Rechtsvergleichung und Zivilprozessrecht.:309 Ihre erste Vorlesung trug den Titel: Das Konzept von Eigentum in der Amerikanischen Verfassung. Das 14. Amendment. In dieser Zeit nahm sie auch ihre Mutter zu sich nach Hamburg, nach der Heirat ihrer Schwester.

„Als das Nazi-Regime 1933 einsetzte, war sie nach hinreichend bekanntem Brauch jener Zeit als nächste Mitarbeiterin des ‚Judenstämmlings‘ Mendelssohn Bartholdy eine ‚Gezeichnete Person‘. Sie blieb dies umso mehr, als sie ihre kritische Haltung nicht verhehlte. [...] Es bedarf wohl kaum weiterer Ausführungen, dasz ein solcher Mensch sich unter der Herrschaft des Nationalsozialismus verfolgt oder mindestens bedroht fühlen muszte.“

Nach der Machtübernahme wurde Mendelssohn Bartholdy zunächst im September 1933 in den Ruhestand versetzt und verließ, nachdem er zum 1. Januar 1934 zum Rücktritt von der Leitung des „Institut für Auswärtige Politik“ gezwungen wurde, 1934 das Dritte Reich Richtung England, wo er 1936 starb. Magdalene Schochs Stellung wurde indes eine immer isoliertere. Die Druckausgabe ihrer Habilitationsschrift versah sie 1934 noch mit einer ganzseitigen Widmung zu Ehren von Mendelssohn Bartholdy. Ihre Teilnahme an dessen Beerdigung in Oxford, im November 1936, gefährdete zudem ihre Anstellung. Als dann 1937 an sie die Aufforderung erging, der NSDAP beizutreten, zog es Magdalene Schoch vor zu kündigen, die Dozentur aufzugeben und Deutschland zu verlassen.:310

„Dr. Schoch [hat sich], ohne parteipolitisch gebunden zu sein, stets und bei den verschiedensten Anlässen als eine entschiedene Bekennerin zu liberaler und sozialer Lebens- und Weltanschauung erwiesen und mit kompromissloser Deutlichkeit die im Nationalsozialismus zutage tretenden Anschauungen der Gewaltherrschaft, des Antisemitismus und Militarismus abgelehnt und bekämpft. Das tat sie schon in den Anfängen und lange vor der Machtergreifung im Jahre 1933.“

Ihre eigene Betätigung im Institut für Auswärtige Politik hatte sie bereits bald nach der Machtübernahme und der Erkenntnis dessen kommender Instrumentalisierung für die Zwecke der nationalsozialistischen Propaganda aufgekündigt. Das Institut wechselte 1937 nach Berlin, wo es dem Außenministerium unter Ribbentrop angegliedert wurde. Die von ihr betreute Amerika Post wurde ebenso eingestellt, wie die „Gesellschaft der Freunde der Vereinigten Staaten“ aufgelöst. Den Zeitraum von Herbst 1934 bis Oktober 1935 verbrachte sie über ein Stipendium der Rockefeller-Stiftung an verschiedenen Universitäten in den Vereinigten Staaten, um dort ihre Forschungen zu dem dortigen Rechtssystem fortzusetzen und sich zugleich mit diesem in der Praxis zu befassen. War sie bei ihrer Abreise noch überzeugt, dass sich das Regime im Dritten Reich unter dem Druck des Auslands und demokratischer Kreise im Innern nicht würde lange halten können, musste sie bei ihrer Rückkehr erkennen, dass eine freie Lebensentfaltung inzwischen nicht mehr gegeben war. Für ihre Seminare und Vorlesungen wählte sie nur noch unpolitische Themen. Den Hitlergruß ebenso wie den Parteieintritt verweigernd und den Kontakt zu jüdischen Freunden aufrechterhaltend, sah sie sich selbst für einen offenen Gang in den Widerstand nicht als mutig genug an. Dennoch zeigt ihr Handeln, dass zumindest 1935 „noch Raum für Widerstand war“. Als Konsequenz verließ sie im Oktober 1937 Deutschland.

„[...] ich kann nur bezeugen, daß ihre Haltung tadellos war, obwohl voraussehen war, daß ihr daraus mit der Zeit große Nachteile erwachsen würden. [...] Als sie 1935 aus Amerika nach Hamburg zurückkehrte, konnte sie bald feststellen, daß sie ihre frühere hiesige Lehr- und Amtstätigkeit unter der nationalsozialistischen Herrschaft nicht würde weiterführen können. Sie hat also verfolgungsbedingt nach längerer Zeit den Entschluss gefasst, endgültig nach Amerika auszuwandern.“

### 1937 bis 1987
Mittellos und ohne direkte berufliche Perspektive traf Magdalene Schoch 1937 in den USA ein. Das erste Jahr konnte sie dabei nur durch die Hilfe einer Freundin, Louise Gerry in Buffalo, die sie über den Zonta-Club kennen lernte, überbrücken. 1938 erhielt sie eine schlecht bezahlte Stelle:310 als Forschungsassistentin an der rechtswissenschaftlichen Fakultät der Harvard University bei Erwin Griswold. Sie hielt dort Vorlesungen und Seminare im Konfliktrecht, betreute fortgeschrittene Studenten bei den anstehenden Abschlussarbeiten und war nach ihrer eigenen Darstellung auch in den USA die erste Privatdozentin an einer Rechtsfakultät. Sie nutzte die Zeit darüber hinaus für weitere Forschungen auf ihren Interessengebieten und für Publikationen. Im Jahr 1943 nahm Magdalene Schoch, die seit ihrer Emigration ihre Muttersprache bewusst vermied, die US-amerikanische Staatsbürgerschaft an. Zugleich wechselte sie als Juristin nach Washington, um dort ihren Beitrag in der Auseinandersetzung mit Deutschland zu leisten. An der Seite der Emigranten Ernst Fraenkel, Otto Kirchheimer, John Herz und Franz Neumann arbeitete sie in der „Foreign Economic Administration“, einer Regierungsbehörde, an Rechtsfragen im Zusammenhang mit einer kommenden Besatzung in Deutschland und an Studien über das Rechtssystem im NS-Staat. Während dieser Zeit setzte sie sich für ihre deutsche Kollegin Marie Munk ein und bürgte für sie, damit Munk die amerikanische Staatsbürgerschaft erhalten könne. Von 1946 bis 1966 war Magdalene Schoch schließlich als Sachverständige für Internationales und Ausländisches Recht in leitenden Funktionen im US-Justizministerium tätig, zunächst als Abteilungs-, später als Divisionsleiterin. Nach ihrer Pensionierung blieb sie noch bis ins hohe Alter als Anwältin (seit 1949, zuletzt mit Zulassung zum Obersten Bundesgericht) und Gutachterin in Washington beruflich aktiv.:310 In Deutschland geriet Magdalene Schoch in Vergessenheit. Noch 1998, zur dritten Auflage einer Publikation zu deutschen Juristinnen, war nur wenig über ihren Lebenslauf ab 1937 und auch ihr zehn Jahre zuvor erfolgter Tod noch nicht bekannt.  Die Universität Hamburg hatte ihr nach dem Zweiten Weltkrieg eine Rückkehr als Professorin an ihr Haus angeboten, was sie höflich, aber bestimmt ablehnte. Sie wollte diese Institution nie wieder betreten. An Alzheimer erkrankt starb sie in einem Pflegeheim in Arlington. 1951 hatte sie ihre inzwischen geschiedene Schwester Elisabeth Cujé mit ihren vier Kindern bei sich aufgenommen, das Studium eines ihrer Neffen in den USA finanzierte sie dabei bereits seit Jahren. Die Universität Hamburg erinnerte sich ihrer in einem Festakt am 15. Juni 2006 durch Benennung eines Hörsaales in ihrem Hauptgebäude, dem Magdalene Schoch-Hörsaal.:310
Nachdem Magdalene Schoch über ihre beruflichen und privaten Verpflichtungen sich selbst und ihre eigene Altersabsicherung vernachlässigt hatte, folgte sie 1958 dem Rat von Anna Selig und stellte in Deutschland einen Antrag auf Wiedergutmachung. Trotz zahlreicher eindeutiger Stellungnahmen wurde ihr diese letztlich verwehrt. Dabei war die Aussage von Leo Raape mit ausschlaggebend, der 1934 in der Nachfolge von Mendelssohn Bartholdy die Leitung des Seminars für Auslandsrecht übernommen hatte und den sie selbst für das Verfahren als Zeugen vorgeschlagen hatte. Raape hatte ihr im Mai 1937 zugeraten, der Partei beizutreten. Nun gab er 1959 an, dass Magdalene Schoch ohne Druck seitens der Behörden oder der NSDAP um ihre Entlassung gebeten und Deutschland verlassen habe. In der Folge reichte Robert Gärtner eine Entschädigungsklage nach dem „Gesetz zur Regelung der Wiedergutmachung nationalsozialistischen Unrechts für Angehörige des öffentlichen Dienstes“ vor dem Landgericht Hamburg ein, die im Frühjahr 1963 mit einem Vergleich geschlossen wurde. Magdalene Schoch erhielt rückwirkend ab März 1962 ein Ruhegehalt auf Basis einer knapp dreijährigen Beamtentätigkeit.

„Ihr Entschluss zur Emigration erwies sich als dauerhafter, als Grenzscheide zwischen ihr und all jenen, die auch nach dem ‚Dritten Reich‘ behaupteten, ‚man‘ habe doch gar nicht anders gekonnt als sich dem Regime anzupassen. Magdalene Schochs Kündigung 1937 war angesichts der drückenden Verhältnisse keine ‚freiwillige‘ Entscheidung gewesen, aber eine beeindruckend autonome – und eine für die Hamburger Universität in dieser Form singuläre.“

## Zonta-Club
Nachdem sich 1919 in den Vereinigten Staaten der erste Zonta-Club als Treffpunkt in leitender Stellung wirkender berufstätiger Frauen gründete, folgte 1930 der erste in Europa (Wien) und 1931 die Bildung eines weiteren in Hamburg.:9 Die Initiative zu letzterem ging im Jahr 1930 von Elisabeth Mc. K. Scott aus, einem Mitglied des New Yorker Zonta-Clubs und der „Amerikanischen Gesellschaft für auswärtige Politik“, die sich anlässlich eines Hamburg-Aufenthalts nach Interessierten erkundigte. Alfred Herrmann, Chefredakteur des Hamburger Fremdenblattes benannte ihr eine Reihe erfolgreicher Frauen, so dass bereits am 6. Januar 1931 der Hamburgische Correspondent von der Gründung des Hamburger Zonta-Clubs berichten konnte. Dessen Vorsitz hatte Magdalene Schoch übernommen.:10 f. Sie behielt ihn bis zu ihrer Migration.:26 Der von Beginn an im Vereinsregister eingetragene Club hätte nach der Machtübernahme durch die NSDAP und ihre Verbündeten die jüdischen Mitglieder ausschließen müssen. Um dies zu umgehen, ließ man sich aus dem Vereinsregister streichen und traf sich fortan nur noch privat, geheim und im Verborgenen. Der Hamburger Zonta-Club ist der einzige europäische, der ohne Unterbrechung bestand.:13 Nach dem Zweiten Weltkrieg nahmen Mitglieder des Hamburger Zonta-Clubs die Verbindungen wieder auf. Magdalene Schoch, zu diesem Zeitpunkt Mitglied und später Präsidentin des Clubs in Arlington, organisierte am 9. November 1946 gemeinsam mit der damaligen Präsidentin des Clubs in Albany (New York) und späteren Internationalen Präsidentin, Louise Gerry, ein „International Relation Diner“, auf dem mehr als einhundert Zontians aus Vermont, New York und Kanada teilnahmen. Magdalene Schoch trug auf dieser Veranstaltung den Gästen die Situation in Deutschland und Österreich vor. Die Reaktion auf ihren Vortrag war überwältigend. Waren zuvor nur wenige Care-Pakete über diese Verbindung nach Hamburg gelangt, so nahm deren Zahl nun sprunghaft zu. Ihr Inhalt wurde auf die Einzelbedürfnisse genau abgestimmt. So wurden auch Fußabdrücke der Hamburger Zontians genommen, damit die Schuhe exakt passten. 1958 reiste Ada Sieveking von Hamburg aus zur „International World Convention“ nach New York. Ihre Reisekosten trugen zur Hälfte die amerikanischen Freunde, Sieveking selbst wohnte bei Magdalene Schoch. Anlässlich der „Intereuropäischen Distriktkonferenz“ 1963 in Hamburg kehrte sie selbst nochmals dorthin zurück. Kontakte aus jüngerer Zeit sind nicht dokumentiert.:26–28.

## Ehrungen
Im Hauptgebäude der Universität Hamburg gibt es seit 2006 den Magdalene-Schoch-Hörsaal. Die Fakultät für Rechtswissenschaften der Universität Hamburg vergibt jährlich den Magdalene-Schoch-Preis an Studentinnen für herausragende wissenschaftliche Arbeiten. In Schochs Geburtsstadt Würzburg gibt es seit 2015 eine Magdalene-Schoch-Straße.

## Schriften
- Die Zwangsliquidation feindlicher Gesellschaften durch das englische Handelsamt nach der Trading-with-the-Enemy-Act 1918. Dissertation. Universität Würzburg, Würzburg 1918.
- Überblick über das Recht der Vereinigten Staaten in seinen Besonderheiten. (=Handbuch der Auslandskunde. Band 5) Diesterweg, Frankfurt am Main 1931.
- Klagbarkeit, Prozeßanspruch und Beweis im Licht des internationalen Rechts. Zugleich ein Beitrag zur Lehre von der Qualification. zugleich Habilitation. Universität Hamburg, 1932. (=Urkunden und Forschungen zum internationalen Recht. Band 2) Tauchnitz, Leipzig 1934.
- Die Entscheidungen des Internationalen Schiedsgerichts zur Auslegung des Dawes-Plans. mit einem Vorwort von Paul Marc. Dr. W. Rothschild, Berlin 1926–1929. (4 Teile)